# Ex-Husbands
Ex-Husbands es una película de comedia negra independiente estadounidense de 2023 escrita y dirigida por Noah Pritzker. Está protagonizada por Griffin Dunne, James Norton, Miles Heizer, Richard Benjamin, John Ventimiglia y Rosanna Arquette.
Ex-Husbands se estrenó en el 71.º Festival Internacional de Cine de San Sebastián el 24 de septiembre de 2023, donde compitió por la Concha de Oro. Se estrenó en cines el 21 de febrero de 2025 por Greenwich Entertainment.

## Reparto
- Griffin Dunne como Peter Pearce
- Rosanna Arquette como Maria Pearce
- Richard Benjamin como Simon Pearce
- Miles Heizer como Mickey Pearce
- James Norton como Nick Pearce
- Eisa Davis como Eileen Link
- Marcia Jean Kurtz como Eunice Pearce
- John Ventimiglia como Sipple
- Lou Taylor Pucci como Aaron
- Echo Kellum como Chris
- Ian Owens como Yates
- Pedro Fontaine como Arroyo
- Simon Van Buyten como Lowry
- Nate Mann como Otto
- Zora Casebere como Hewette
- Rachel Zeiger-Haag como Thea
- Natalie Gold como Heather

## Producción
En julio de 2022 se anunció que Noah Pritzker escribiría y dirigiría la película, con un reparto que incluía a Griffin Dunne, Rosanna Arquette, Richard Benjamin, Miles Heizer y James Norton. El rodaje tuvo lugar entre la ciudad de Nueva York y Tulum. Natalie Gold fue anunciada como parte del elenco en mayo de 2023.

## Estreno
La película tuvo su estreno mundial en el 71.º Festival Internacional de Cine de San Sebastián el 24 de septiembre de 2023. También se proyectó en el Festival Internacional de Cine de Hamptons el 7 de octubre de 2023.
En noviembre de 2024, se anunció que Greenwich Entertainment había adquirido los derechos de distribución de la película en América del Norte, con un estreno previsto para principios de 2025. Se estrenó el 21 de febrero de 2025.